# The Price of Desire
The Price of Desire es una película dramática biográfica belga-irlandesa de 2015 dirigida por Mary McGuckian.

## Argumento
La película gira en torno a la arquitecta Eileen Gray, la villa E-1027, una de las primeras casas que Gray diseñó y también una de las primeras casas del movimiento de la arquitectura moderna, y la relación sentimental de Gray con su colega arquitecto Le Corbusier, quien borró el reconocimiento de Gray por su trabajo y como una de las inspiraciones más influyentes de la arquitectura y el diseño modernos.

## Reparto
- Orla Brady como Eileen Gray.
- Vincent Pérez como Le Corbusier.
- Francesco Scianna como Jean Badovici.
- Alanis Morissette como Marisa Damia.
- Dominique Pinon como Fernand Léger.
- Tamara Vučković como Louise Dany.
- Elsa Zylberstein as Romaine Brooks.
- Anne Lambton como Marie Louise Schelbert.
- David Herlihy como Aristóteles Onassis.
- Caitriona Balfe como Gabrielle Bloch.
- Adriana Randall como Charlotte Perriand.
- Natasha Girardi como Natalie Barney.
- Marcos Adamantiadis como Gustave Miklos.
- Hayet Belhalloufi como Mireille Roupest.
- Ronald Beurms como Jean Paul Rayon.
- Arnaud Bronsart como Marcel Proust.
- Pascaline Crêvecoeur como Berenice Abbott.
- Sammy Leslie como Gertrude Stein.
- Cherise Silvestri como Evelyn Wild.
- Tan Win como Seizo Sugawara.
- François Zachary como Archipenko.

## Producción

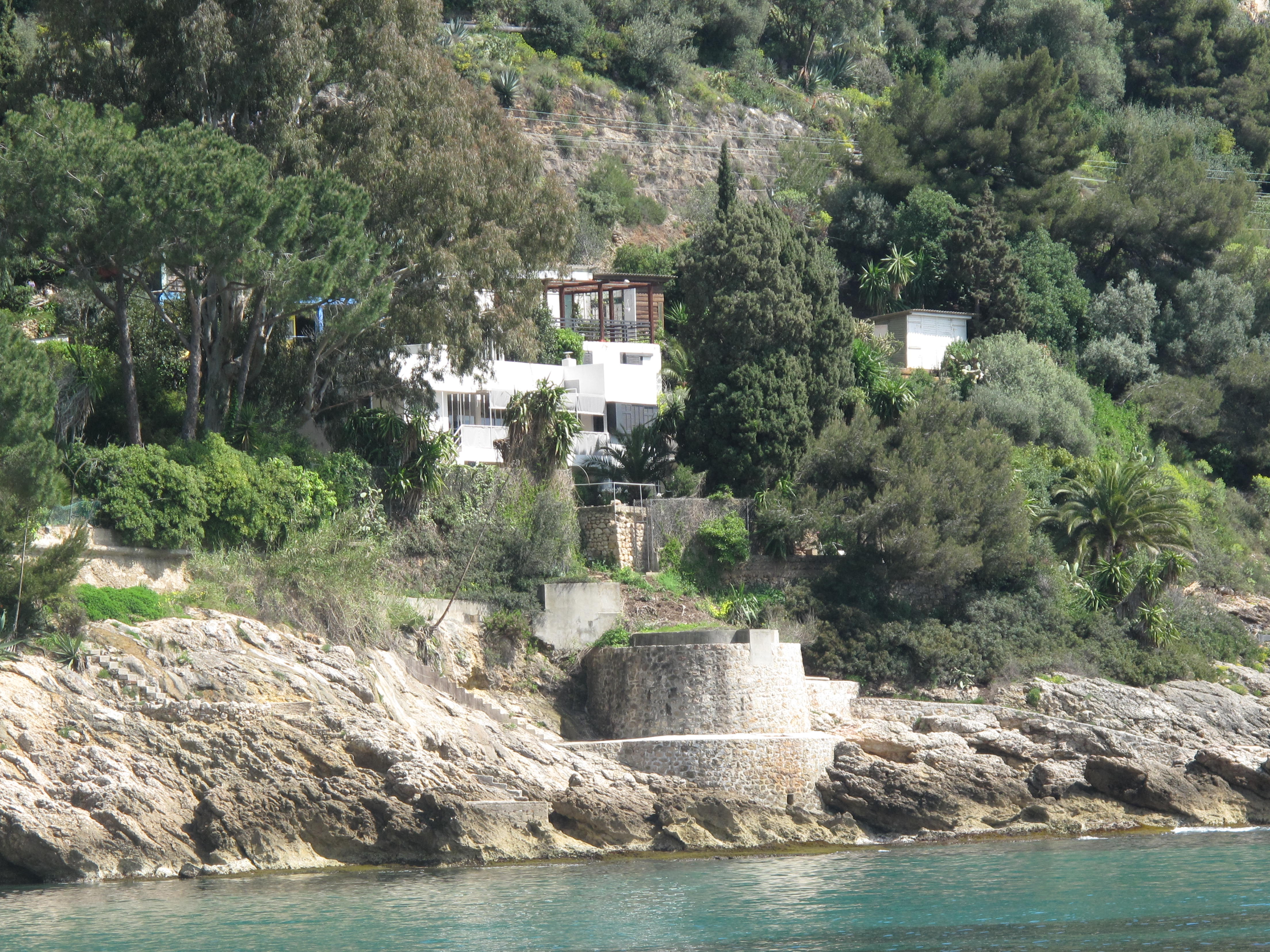
Villa E-1027, la villa de Eileen Gray, fue restaurada para su uso en la película.

En una entrevista en 2011 para su película Man on the Train, la directora Mary McGuckian reveló que su futuro proyecto sería el desarrollo del largometraje The Price of Desire después de terminar de trabajar en otro largometraje, The Novelist.
La película entró en preproducción en 2013, y el presupuesto de la película requirió un préstamo de € 300 000. Shannyn Sossamon fue elegida inicialmente para interpretar el papel de Gray, antes de que Orla Brady asumiera dicho papel.
Parte de la película tiene lugar en la villa francesa de Eileen Gray que ella misma diseñó, Villa E-1027, ubicada en Roquebrune-Cap-Martin. Con la villa en mal estado, los productores lanzaron una campaña de Kickstarter para ayudar a restaurar la casa con interiores parisinos. La directora de arte Anne Seibel, que ganó el Óscar al mejor diseño de producción por su trabajo en Medianoche en París, trabajó con Emmanuelle Pucci para recrear la estética de la casa.
A principios de agosto de 2013, la filmación se realizó en un estudio en Bruselas, Bélgica.
La filmación tuvo lugar a fines de agosto en la Costa Azul, en Roquebrune-Cap-Martin en la villa E-1027, así como alrededor de la estación de tren de Roquebrune-Cap-Martin.
Los servicios de postproducción de la película fueron proporcionados por Windmill Lane Studios.

## Distribución
Entertainment One obtuvo los derechos para distribuir la película en Canadá y Francia.
La película fue exhibida en el Festival Internacional de Cine de Dublín de 2015.

## Recepción
La película tiene un índice de aprobación del 30% en el sitio web agregador de reseñas Rotten Tomatoes, basado en 10 reseñas, con una media ponderada de 3/10.